# Ньювелл
Графство Ньювелл (англ. Newell County) — муніципальний район в Канаді, у провінції Альберта.

## Населення
За даними перепису 2016 року, муніципальний район нараховував 7524 жителів, показавши зростання на 5,4%, порівняно з 2011 роком. Середня густина населення становила 1,3 особи/км².
З офіційних мов обидвома одночасно володіли 135 жителів, тільки англійською — 7290, а 100 — жодною з них. Усього 1795 осіб вважали рідною мовою не одну з офіційних, з них 5 — українську.
Працездатне населення становило 71,8% усього населення, рівень безробіття — 7,1% (8,6% серед чоловіків та 5,2% серед жінок). 67,8% були найманими працівниками, 31,3% — самозайнятими.
Середній дохід на особу становив $60 411 (медіана $40 727), при цьому для чоловіків — $80 741, а для жінок $38 957 (медіани — $52 710 та $29 350 відповідно).
32,3% мешканців мали закінчену шкільну освіту, не мали закінченої шкільної освіти — 28,2%, 39,4% мали післяшкільну освіту, з яких 19,1% мали диплом бакалавра, або вищий.
| Статево-вікова структура населення | Статево-вікова структура населення | Статево-вікова структура населення | Статево-вікова структура населення | Статево-вікова структура населення |
| ---------------------------------- | ---------------------------------- | ---------------------------------- | ---------------------------------- | ---------------------------------- |
|                                    |                                    |                                    |                                    |                                    |
| Всього                             | Всього                             | 51,7%48,3%                         |                                    |                                    |
| 0 — 14 років                       | 0 — 14 років                       |                                    | 23,1%                              | 23,1%                              |
| 15 — 64 років                      | 15 — 64 років                      |                                    | 65,4%                              | 65,4%                              |
| 65 і більше                        | 65 і більше                        |                                    | 11,6%                              | 11,6%                              |
| 85 і більше                        | 85 і більше                        |                                    | 0,7%                               | 0,7%                               |
| Середній вік (років)               | Середній вік (років)               | 36,9                               | 36,9                               | 36,9                               |
| Медіана (років)                    | Медіана (років)                    | 38,037,9                           | 38,0                               | 38,0                               |
| — чоловіки — жінки                 |                                    |                                    |                                    |                                    |

| Походження мешканців:     | Походження мешканців:     | Походження мешканців: | Походження мешканців: | Походження мешканців: |
| ------------------------- | ------------------------- | --------------------- | --------------------- | --------------------- |
| Походження                |                           |                       | осіб                  | %                     |
| Корінні американці        | Корінні американці        |                       | 300                   | 4.4%                  |
| Інше північноамериканське | Інше північноамериканське |                       | 2 225                 | 32.65%                |
| Європейське               | Європейське               |                       | 5 545                 | 81.36%                |
| британське                | британське                |                       | 2 740                 | 40.21%                |
| французьке                | французьке                |                       | 565                   | 8.29%                 |
| українське                | українське                |                       | 355                   | 5.21%                 |
| Латинськоамериканське     | Латинськоамериканське     |                       | 250                   | 3.67%                 |
| Африканське               | Африканське               |                       | 45                    | 0.66%                 |
| Азійське                  | Азійське                  |                       | 95                    | 1.39%                 |
| Океанійське               | Океанійське               |                       | 50                    | 0.73%                 |

| Зайнятість населення за галузями (за класифікацією NOC): | Зайнятість населення за галузями (за класифікацією NOC): | Зайнятість населення за галузями (за класифікацією NOC): | Зайнятість населення за галузями (за класифікацією NOC): | Зайнятість населення за галузями (за класифікацією NOC): |
| -------------------------------------------------------- | -------------------------------------------------------- | -------------------------------------------------------- | -------------------------------------------------------- | -------------------------------------------------------- |
|                                                          |                                                          |                                                          |                                                          |                                                          |
| Управління                                               | Управління                                               |                                                          | 21,4%                                                    | 21,4%                                                    |
| Бізнес, фінанси та адміністрування                       | Бізнес, фінанси та адміністрування                       |                                                          | 12,4%                                                    | 12,4%                                                    |
| Природничі та прикладні науки                            | Природничі та прикладні науки                            |                                                          | 2,8%                                                     | 2,8%                                                     |
| Охорона здоров'я                                         | Охорона здоров'я                                         |                                                          | 4,1%                                                     | 4,1%                                                     |
| Освіта, правозахист, муніципальні та урядові служби      | Освіта, правозахист, муніципальні та урядові служби      |                                                          | 8,1%                                                     | 8,1%                                                     |
| Мистецтво, культура, відпочинок та спорт                 | Мистецтво, культура, відпочинок та спорт                 |                                                          | 1,3%                                                     | 1,3%                                                     |
| Роздрібна торгівля та послуги                            | Роздрібна торгівля та послуги                            |                                                          | 13,4%                                                    | 13,4%                                                    |
| Гуртова торгівля, транспорт та обладнання                | Гуртова торгівля, транспорт та обладнання                |                                                          | 17,1%                                                    | 17,1%                                                    |
| Природні ресурси, сільське господарство                  | Природні ресурси, сільське господарство                  |                                                          | 15,5%                                                    | 15,5%                                                    |
| Виробництво                                              | Виробництво                                              |                                                          | 3,7%                                                     | 3,7%                                                     |

## Населені пункти
До складу муніципального району входять місто Брукс (Альберта), містечко Бассано, села Дачесс, Роузмарі, а також хутори, інші малі населені пункти та розосереджені поселення.

## Клімат
Середня річна температура становить 4,5°C, середня максимальна — 24,2°C, а середня мінімальна — -18,1°C. Середня річна кількість опадів — 336 мм.
| Клімат поселення                              | Клімат поселення | Клімат поселення | Клімат поселення | Клімат поселення | Клімат поселення | Клімат поселення | Клімат поселення | Клімат поселення | Клімат поселення | Клімат поселення | Клімат поселення | Клімат поселення | Клімат поселення |
| Показник                                      | Січ.             | Лют.             | Бер.             | Квіт.            | Трав.            | Черв.            | Лип.             | Серп.            | Вер.             | Жовт.            | Лист.            | Груд.            |                  |
| Середній максимум, °C                         | −4,65            | −0,95            | 5,04             | 12,35            | 18,16            | 22,57            | 24,17            | 23,69            | 18,00            | 11,97            | 2,77             | −3,26            |                  |
| Середня температура, °C                       | −11,4            | −7,7             | −1,68            | 5,62             | 11,44            | 15,85            | 18,34            | 17,87            | 12,17            | 6,12             | −3,1             | −9,1             |                  |
| Середній мінімум, °C                          | −18,08           | −14,4            | −8,42            | −1,1             | 4,71             | 9,12             | 12,51            | 12,02            | 6,34             | 0,32             | −8,89            | −14,92           |                  |
| Норма опадів, мм                              | 16               | 11               | 19               | 27               | 39               | 67               | 38               | 37               | 36               | 15               | 15               | 16               |                  |
| Середньомісячна швидкість вітру, м/с          | 4.60             | 4.30             | 4.68             | 4.70             | 4.50             | 4.10             | 3.70             | 3.65             | 3.91             | 4.58             | 4.76             | 4.60             |                  |
| Середньомісячна сонячна радіація, кДж/м²·день | 4350             | 7825             | 12993            | 17426            | 21110            | 22439            | 23433            | 20059            | 14128            | 8692             | 4693             | 3430             |                  |
| --------------------------------------------- | ---------------- | ---------------- | ---------------- | ---------------- | ---------------- | ---------------- | ---------------- | ---------------- | ---------------- | ---------------- | ---------------- | ---------------- | ---------------- |
| Джерело:                                      |                  |                  |                  |                  |                  |                  |                  |                  |                  |                  |                  |                  |                  |